# 索平 (波格列比謝區)
49°25′30″N 28°56′24″E / 49.42500°N 28.94000°E
索平（烏克蘭語：Сопин），是烏克蘭的村落，位於該國西南部文尼察州，由文尼察區負責管轄，面積0.22平方公里，海拔高度283米，2001年人口453，人口密度每平方公里2,059.1人。